# Lista di asteroidi (721001-722000)
Di seguito una lista di asteroidi dal numero 721001  al 722000 con data di scoperta e scopritore.

## 721001–721100
| Nome   | Designazione provvisoria | Data di scoperta  | Scopritore                 |
| ------ | ------------------------ | ----------------- | -------------------------- |
| 721001 | 2002 TE309               | 4 ottobre 2002    | SDSS Collaboration         |
| 721002 | 2002 TR310               | 17 settembre 2002 | AMOS                       |
| 721003 | 2002 TW312               | 4 ottobre 2002    | SDSS Collaboration         |
| 721004 | 2002 TZ313               | 10 ottobre 2002   | NEAT                       |
| 721005 | 2002 TQ316               | 4 ottobre 2002    | SDSS Collaboration         |
| 721006 | 2002 TY316               | 24 gennaio 2003   | A. Boattini, O. R. Hainaut |
| 721007 | 2002 TJ317               | 5 ottobre 2002    | SDSS Collaboration         |
| 721008 | 2002 TB318               | 21 ottobre 2007   | Spacewatch                 |
| 721009 | 2002 TJ319               | 14 settembre 2002 | NEAT                       |
| 721010 | 2002 TD321               | 17 marzo 2005     | Spacewatch                 |
| 721011 | 2002 TF322               | 26 novembre 2013  | Pan-STARRS                 |
| 721012 | 2002 TH325               | 5 ottobre 2002    | SDSS Collaboration         |
| 721013 | 2002 TB326               | 5 ottobre 2002    | SDSS Collaboration         |
| 721014 | 2002 TP328               | 5 ottobre 2002    | SDSS Collaboration         |
| 721015 | 2002 TW328               | 5 ottobre 2002    | SDSS Collaboration         |
| 721016 | 2002 TJ330               | 12 aprile 2005    | Spacewatch                 |
| 721017 | 2002 TY330               | 5 ottobre 2002    | SDSS Collaboration         |
| 721018 | 2002 TD331               | 5 ottobre 2002    | SDSS Collaboration         |
| 721019 | 2002 TU331               | 8 gennaio 1999    | Spacewatch                 |
| 721020 | 2002 TH332               | 5 ottobre 2002    | SDSS Collaboration         |
| 721021 | 2002 TS332               | 5 settembre 2002  | SDSS Collaboration         |
| 721022 | 2002 TQ334               | 28 settembre 2002 | AMOS                       |
| 721023 | 2002 TD335               | 5 ottobre 2002    | SDSS Collaboration         |
| 721024 | 2002 TZ335               | 5 ottobre 2002    | SDSS Collaboration         |
| 721025 | 2002 TD340               | 5 ottobre 2002    | SDSS Collaboration         |
| 721026 | 2002 TG340               | 7 ottobre 2008    | Mount Lemmon Survey        |
| 721027 | 2002 TV340               | 15 ottobre 2002   | NEAT                       |
| 721028 | 2002 TO341               | 15 ottobre 2002   | NEAT                       |
| 721029 | 2002 TB342               | 15 ottobre 2002   | NEAT                       |
| 721030 | 2002 TX342               | 15 ottobre 2002   | NEAT                       |
| 721031 | 2002 TE343               | 30 ottobre 2002   | LINEAR                     |
| 721032 | 2002 TJ343               | 15 ottobre 2002   | NEAT                       |
| 721033 | 2002 TX343               | 15 ottobre 2002   | NEAT                       |
| 721034 | 2002 TL345               | 11 aprile 2005    | Spacewatch                 |
| 721035 | 2002 TU345               | 5 ottobre 2002    | SDSS Collaboration         |
| 721036 | 2002 TX345               | 3 ottobre 2002    | CINEOS                     |
| 721037 | 2002 TA347               | 30 gennaio 2011   | Mount Lemmon Survey        |
| 721038 | 2002 TD347               | 5 ottobre 2002    | SDSS Collaboration         |
| 721039 | 2002 TV348               | 5 ottobre 2002    | SDSS Collaboration         |
| 721040 | 2002 TS349               | 5 ottobre 2002    | SDSS Collaboration         |
| 721041 | 2002 TC350               | 19 dicembre 2004  | Mount Lemmon Survey        |
| 721042 | 2002 TT351               | 10 ottobre 2002   | SDSS Collaboration         |
| 721043 | 2002 TB354               | 10 ottobre 2002   | SDSS Collaboration         |
| 721044 | 2002 TA356               | 11 settembre 2002 | NEAT                       |
| 721045 | 2002 TL358               | 10 ottobre 2002   | SDSS Collaboration         |
| 721046 | 2002 TW358               | 7 novembre 2002   | Kitt Peak Obs.             |
| 721047 | 2002 TO359               | 6 aprile 2005     | Mount Lemmon Survey        |
| 721048 | 2002 TV359               | 10 ottobre 2002   | SDSS Collaboration         |
| 721049 | 2002 TL360               | 11 febbraio 2004  | Spacewatch                 |
| 721050 | 2002 TP360               | 26 settembre 2002 | NEAT                       |
| 721051 | 2002 TA361               | 10 ottobre 2002   | SDSS Collaboration         |
| 721052 | 2002 TO361               | 10 ottobre 2002   | SDSS Collaboration         |
| 721053 | 2002 TL364               | 15 ottobre 2002   | NEAT                       |
| 721054 | 2002 TV365               | 10 ottobre 2002   | SDSS Collaboration         |
| 721055 | 2002 TC366               | 15 ottobre 2002   | NEAT                       |
| 721056 | 2002 TO366               | 6 ottobre 2002    | AMOS                       |
| 721057 | 2002 TZ366               | 15 ottobre 2002   | NEAT                       |
| 721058 | 2002 TQ367               | 31 marzo 2005     | Spacewatch                 |
| 721059 | 2002 TS370               | 10 ottobre 2002   | SDSS Collaboration         |
| 721060 | 2002 TC372               | 6 novembre 2002   | NEAT                       |
| 721061 | 2002 TC377               | 3 ottobre 2002    | NEAT                       |
| 721062 | 2002 TF377               | 9 ottobre 2002    | NEAT                       |
| 721063 | 2002 TM377               | 9 marzo 2005      | Mount Lemmon Survey        |
| 721064 | 2002 TY377               | 3 ottobre 2002    | NEAT                       |
| 721065 | 2002 TN378               | 15 ottobre 2002   | NEAT                       |
| 721066 | 2002 TK383               | 3 ottobre 2002    | NEAT                       |
| 721067 | 2002 TY384               | 4 ottobre 2002    | NEAT                       |
| 721068 | 2002 TN386               | 4 ottobre 2002    | NEAT                       |
| 721069 | 2002 TG387               | 10 marzo 2005     | CSS                        |
| 721070 | 2002 TX387               | 29 settembre 2019 | Pan-STARRS                 |
| 721071 | 2002 TP388               | 2 luglio 2008     | Spacewatch                 |
| 721072 | 2002 TL389               | 25 settembre 2009 | Spacewatch                 |
| 721073 | 2002 TN389               | 16 gennaio 2011   | Mount Lemmon Survey        |
| 721074 | 2002 TX390               | 27 ottobre 2009   | Mount Lemmon Survey        |
| 721075 | 2002 TR391               | 10 settembre 2007 | Mount Lemmon Survey        |
| 721076 | 2002 TC392               | 17 marzo 2017     | Mount Lemmon Survey        |
| 721077 | 2002 TW393               | 7 novembre 2015   | Mount Lemmon Survey        |
| 721078 | 2002 TB394               | 6 novembre 2008   | Spacewatch                 |
| 721079 | 2002 UM14                | 30 ottobre 2002   | NEAT                       |
| 721080 | 2002 UH30                | 30 ottobre 2002   | Spacewatch                 |
| 721081 | 2002 UK42                | 30 ottobre 2002   | Spacewatch                 |
| 721082 | 2002 UQ42                | 30 ottobre 2002   | Spacewatch                 |
| 721083 | 2002 UY42                | 15 ottobre 2002   | NEAT                       |
| 721084 | 2002 UX43                | 30 ottobre 2002   | Spacewatch                 |
| 721085 | 2002 UA50                | 7 novembre 2002   | Kitt Peak Obs.             |
| 721086 | 2002 UN50                | 20 giugno 2002    | Spacewatch                 |
| 721087 | 2002 UJ52                | 29 ottobre 2002   | SDSS Collaboration         |
| 721088 | 2002 UG53                | 29 ottobre 2002   | SDSS Collaboration         |
| 721089 | 2002 UK53                | 10 ottobre 2002   | NEAT                       |
| 721090 | 2002 UB55                | 29 ottobre 2002   | SDSS Collaboration         |
| 721091 | 2002 UB57                | 29 ottobre 2002   | SDSS Collaboration         |
| 721092 | 2002 UF58                | 19 dicembre 2003  | Spacewatch                 |
| 721093 | 2002 UK59                | 9 settembre 2013  | Pan-STARRS                 |
| 721094 | 2002 UJ62                | 30 ottobre 2002   | SDSS Collaboration         |
| 721095 | 2002 UW63                | 30 ottobre 2002   | SDSS Collaboration         |
| 721096 | 2002 UP66                | 30 ottobre 2002   | SDSS Collaboration         |
| 721097 | 2002 UB71                | 30 ottobre 2002   | NEAT                       |
| 721098 | 2002 UR71                | 1 novembre 2002   | NEAT                       |
| 721099 | 2002 UA72                | 30 ottobre 2002   | NEAT                       |
| 721100 | 2002 UK75                | 13 ottobre 2002   | Spacewatch                 |

## 721101–721200
| Nome   | Designazione provvisoria | Data di scoperta  | Scopritore                              |
| ------ | ------------------------ | ----------------- | --------------------------------------- |
| 721101 | 2002 UX76                | 31 ottobre 2002   | NEAT                                    |
| 721102 | 2002 UZ79                | 25 settembre 2006 | CSS                                     |
| 721103 | 2002 UB81                | 3 novembre 2008   | Mount Lemmon Survey                     |
| 721104 | 2002 UC81                | 1 novembre 2013   | CSS                                     |
| 721105 | 2002 UK81                | 24 ottobre 2011   | Pan-STARRS                              |
| 721106 | 2002 UU81                | 7 agosto 2013     | Spacewatch                              |
| 721107 | 2002 VE1                 | 1 novembre 2002   | Osservatorio del Roque de los Muchachos |
| 721108 | 2002 VX5                 | 3 novembre 2002   | Osservatorio del Roque de los Muchachos |
| 721109 | 2002 VO18                | 2 novembre 2002   | Kvistaberg Obs.                         |
| 721110 | 2002 VZ42                | 4 novembre 2002   | NEAT                                    |
| 721111 | 2002 VH95                | 11 novembre 2002  | LINEAR                                  |
| 721112 | 2002 VX117               | 13 novembre 2002  | LINEAR                                  |
| 721113 | 2002 VV132               | 20 ottobre 2002   | NEAT                                    |
| 721114 | 2002 VZ134               | 2 novembre 2002   | AMOS                                    |
| 721115 | 2002 VL138               | 16 ottobre 2006   | Mount Lemmon Survey                     |
| 721116 | 2002 VB139               | 15 novembre 2002  | NEAT                                    |
| 721117 | 2002 VJ140               | 5 novembre 2002   | NEAT                                    |
| 721118 | 2002 VA148               | 8 ottobre 2002    | NEAT                                    |
| 721119 | 2002 VJ149               | 10 maggio 2005    | Mount Lemmon Survey                     |
| 721120 | 2002 VK149               | 11 gennaio 2008   | Spacewatch                              |
| 721121 | 2002 VZ149               | 16 gennaio 2011   | Mount Lemmon Survey                     |
| 721122 | 2002 VD150               | 31 marzo 2011     | Pan-STARRS                              |
| 721123 | 2002 VT150               | 25 febbraio 2011  | Mount Lemmon Survey                     |
| 721124 | 2002 VA151               | 10 dicembre 2013  | Mount Lemmon Survey                     |
| 721125 | 2002 VZ151               | 19 maggio 2012    | Mount Lemmon Survey                     |
| 721126 | 2002 VN152               | 5 novembre 2002   | Spacewatch                              |
| 721127 | 2002 VW153               | 8 ottobre 2008    | Mount Lemmon Survey                     |
| 721128 | 2002 VA154               | 10 aprile 2013    | Pan-STARRS                              |
| 721129 | 2002 WS10                | 24 novembre 2002  | NEAT                                    |
| 721130 | 2002 WE22                | 16 novembre 2002  | NEAT                                    |
| 721131 | 2002 WD30                | 7 novembre 2008   | Mount Lemmon Survey                     |
| 721132 | 2002 WL31                | 28 novembre 2002  | AMOS                                    |
| 721133 | 2002 WD32                | 13 ottobre 2007   | CSS                                     |
| 721134 | 2002 WK32                | 28 novembre 2002  | AMOS                                    |
| 721135 | 2002 XC11                | 3 dicembre 2002   | NEAT                                    |
| 721136 | 2002 XG19                | 4 novembre 2002   | NEAT                                    |
| 721137 | 2002 XM24                | 5 dicembre 2002   | LINEAR                                  |
| 721138 | 2002 XM53                | 10 dicembre 2002  | NEAT                                    |
| 721139 | 2002 XV53                | 1 dicembre 2002   | LINEAR                                  |
| 721140 | 2002 XG99                | 28 novembre 2002  | AMOS                                    |
| 721141 | 2002 XN107               | 5 dicembre 2002   | LINEAR                                  |
| 721142 | 2002 XO113               | 6 dicembre 2002   | LINEAR                                  |
| 721143 | 2002 XW120               | 20 agosto 2009    | Spacewatch                              |
| 721144 | 2002 XF122               | 9 febbraio 2008   | Spacewatch                              |
| 721145 | 2002 XQ123               | 14 aprile 2015    | Mount Lemmon Survey                     |
| 721146 | 2002 YQ4                 | 27 dicembre 2002  | LINEAR                                  |
| 721147 | 2003 AS9                 | 3 gennaio 2003    | Spacewatch                              |
| 721148 | 2003 AN15                | 4 gennaio 2003    | LINEAR                                  |
| 721149 | 2003 AU63                | 8 gennaio 2003    | LINEAR                                  |
| 721150 | 2003 AD83                | 4 gennaio 2003    | I. dell'Antonio, D. Loomba              |
| 721151 | 2003 AF83                | 4 gennaio 2003    | I. dell'Antonio, D. Loomba              |
| 721152 | 2003 AF93                | 1 gennaio 2003    | Osservatorio di La Silla                |
| 721153 | 2003 AM93                | 7 gennaio 2003    | La Silla Obs.                           |
| 721154 | 2003 AQ93                | 7 gennaio 2003    | La Silla Obs.                           |
| 721155 | 2003 AW95                | 18 gennaio 2015   | Pan-STARRS                              |
| 721156 | 2003 BV1                 | 23 gennaio 2003   | Spacewatch                              |
| 721157 | 2003 BK3                 | 24 gennaio 2003   | A. Boattini, O. R. Hainaut              |
| 721158 | 2003 BE8                 | 26 gennaio 2003   | LONEOS                                  |
| 721159 | 2003 BE15                | 26 gennaio 2003   | AMOS                                    |
| 721160 | 2003 BC23                | 10 gennaio 2003   | R. A. Tucker                            |
| 721161 | 2003 BR85                | 12 luglio 2005    | Spacewatch                              |
| 721162 | 2003 BZ93                | 21 febbraio 2003  | NEAT                                    |
| 721163 | 2003 BB94                | 8 ottobre 2010    | Spacewatch                              |
| 721164 | 2003 BC94                | 25 gennaio 2003   | SDSS Collaboration                      |
| 721165 | 2003 BK95                | 28 gennaio 2003   | SDSS Collaboration                      |
| 721166 | 2003 BP95                | 21 febbraio 2007  | Spacewatch                              |
| 721167 | 2003 BK96                | 20 settembre 2006 | CSS                                     |
| 721168 | 2003 BO96                | 6 aprile 2008     | Mount Lemmon Survey                     |
| 721169 | 2003 BP96                | 14 ottobre 2012   | Spacewatch                              |
| 721170 | 2003 BQ96                | 18 agosto 2009    | Spacewatch                              |
| 721171 | 2003 BU96                | 15 dicembre 2007  | Spacewatch                              |
| 721172 | 2003 BE97                | 19 ottobre 2012   | Mount Lemmon Survey                     |
| 721173 | 2003 BR97                | 19 agosto 2014    | Pan-STARRS                              |
| 721174 | 2003 BN99                | 28 gennaio 2003   | Spacewatch                              |
| 721175 | 2003 BY99                | 1 febbraio 2009   | Spacewatch                              |
| 721176 | 2003 BK102               | 23 gennaio 2015   | Pan-STARRS                              |
| 721177 | 2003 BQ102               | 31 dicembre 2013  | Mount Lemmon Survey                     |
| 721178 | 2003 BR102               | 12 settembre 2007 | Mount Lemmon Survey                     |
| 721179 | 2003 BT102               | 27 giugno 2014    | Pan-STARRS                              |
| 721180 | 2003 CH26                | 3 febbraio 2003   | AMOS                                    |
| 721181 | 2003 CZ26                | 1 febbraio 2003   | NEAT                                    |
| 721182 | 2003 CB27                | 1 febbraio 2003   | NEAT                                    |
| 721183 | 2003 CF27                | 22 febbraio 2014  | S. Mottola, S. Hellmich                 |
| 721184 | 2003 CW27                | 14 febbraio 2010  | WISE                                    |
| 721185 | 2003 CE28                | 5 ottobre 2018    | Pan-STARRS 2                            |
| 721186 | 2003 CH28                | 4 settembre 2011  | Pan-STARRS                              |
| 721187 | 2003 DY2                 | 22 febbraio 2003  | Spacewatch                              |
| 721188 | 2003 DH25                | 17 febbraio 2010  | Spacewatch                              |
| 721189 | 2003 DP25                | 27 giugno 2014    | Pan-STARRS                              |
| 721190 | 2003 EZ64                | 10 marzo 2003     | Spacewatch                              |
| 721191 | 2003 FB8                 | 30 marzo 2003     | LINEAR                                  |
| 721192 | 2003 FA9                 | 9 giugno 2016     | Pan-STARRS                              |
| 721193 | 2003 FJ14                | 23 marzo 2003     | Spacewatch                              |
| 721194 | 2003 FG28                | 24 marzo 2003     | Spacewatch                              |
| 721195 | 2003 FY71                | 26 marzo 2003     | AMOS                                    |
| 721196 | 2003 FM73                | 26 marzo 2003     | NEAT                                    |
| 721197 | 2003 FP73                | 27 marzo 2003     | LINEAR                                  |
| 721198 | 2003 FW102               | 3 aprile 2003     | AMOS                                    |
| 721199 | 2003 FN128               | 8 aprile 2008     | Spacewatch                              |
| 721200 | 2003 FB134               | 19 settembre 2001 | Spacewatch                              |

## 721201–721300
| Nome   | Designazione provvisoria | Data di scoperta  | Scopritore                   |
| ------ | ------------------------ | ----------------- | ---------------------------- |
| 721201 | 2003 FK134               | 23 marzo 2003     | SDSS Collaboration           |
| 721202 | 2003 FG135               | 30 giugno 2013    | Pan-STARRS                   |
| 721203 | 2003 FM136               | 23 novembre 2009  | Spacewatch                   |
| 721204 | 2003 FX137               | 21 febbraio 2012  | Mount Lemmon Survey          |
| 721205 | 2003 FR138               | 21 novembre 2014  | Pan-STARRS                   |
| 721206 | 2003 FV138               | 13 marzo 2016     | Pan-STARRS                   |
| 721207 | 2003 FX139               | 23 marzo 2003     | SDSS Collaboration           |
| 721208 | 2003 FH140               | 23 marzo 2003     | SDSS Collaboration           |
| 721209 | 2003 FM140               | 23 marzo 2003     | SDSS Collaboration           |
| 721210 | 2003 FW140               | 16 marzo 2008     | Spacewatch                   |
| 721211 | 2003 FR141               | 23 marzo 2003     | SDSS Collaboration           |
| 721212 | 2003 GY21                | 7 aprile 2003     | NEAT                         |
| 721213 | 2003 GG38                | 29 marzo 2003     | LONEOS                       |
| 721214 | 2003 GU57                | 1 aprile 2003     | SDSS Collaboration           |
| 721215 | 2003 GL59                | 12 ottobre 2010   | Spacewatch                   |
| 721216 | 2003 GN59                | 20 maggio 2010    | Mount Lemmon Survey          |
| 721217 | 2003 GQ60                | 31 agosto 2011    | Pan-STARRS                   |
| 721218 | 2003 GB61                | 4 maggio 2010     | WISE                         |
| 721219 | 2003 GJ61                | 1 aprile 2003     | SDSS Collaboration           |
| 721220 | 2003 GW61                | 24 aprile 2014    | Pan-STARRS                   |
| 721221 | 2003 GR62                | 14 novembre 2017  | Mount Lemmon Survey          |
| 721222 | 2003 GU62                | 15 giugno 2016    | Mount Lemmon Survey          |
| 721223 | 2003 GX62                | 27 agosto 2016    | Pan-STARRS                   |
| 721224 | 2003 GY62                | 14 marzo 2007     | Spacewatch                   |
| 721225 | 2003 GK63                | 18 aprile 2010    | WISE                         |
| 721226 | 2003 HZ16                | 24 aprile 2003    | LONEOS                       |
| 721227 | 2003 HA19                | 10 aprile 2003    | Spacewatch                   |
| 721228 | 2003 HO22                | 24 aprile 2003    | Spacewatch                   |
| 721229 | 2003 HX59                | 25 aprile 2003    | Spacewatch                   |
| 721230 | 2003 HN60                | 24 giugno 2011    | Mount Lemmon Survey          |
| 721231 | 2003 HY60                | 7 marzo 2017      | Pan-STARRS                   |
| 721232 | 2003 HH61                | 26 gennaio 2014   | Pan-STARRS                   |
| 721233 | 2003 HH63                | 23 ottobre 1995   | Spacewatch                   |
| 721234 | 2003 HO64                | 10 agosto 2010    | WISE                         |
| 721235 | 2003 HW65                | 24 aprile 2003    | Spacewatch                   |
| 721236 | 2003 JR                  | 1 maggio 2003     | Spacewatch                   |
| 721237 | 2003 JO19                | 27 febbraio 2012  | Pan-STARRS                   |
| 721238 | 2003 KO                  | 22 giugno 2003    | P. R. Holvorcem, M. Schwartz |
| 721239 | 2003 KK1                 | 22 maggio 2003    | Spacewatch                   |
| 721240 | 2003 KJ3                 | 22 maggio 2003    | Spacewatch                   |
| 721241 | 2003 KW11                | 26 maggio 2003    | Spacewatch                   |
| 721242 | 2003 KT14                | 25 maggio 2003    | Spacewatch                   |
| 721243 | 2003 KM20                | 20 ottobre 1995   | Spacewatch                   |
| 721244 | 2003 KQ37                | 16 febbraio 2015  | Pan-STARRS                   |
| 721245 | 2003 KY37                | 28 ottobre 2013   | Spacewatch                   |
| 721246 | 2003 KZ39                | 3 maggio 2008     | Mount Lemmon Survey          |
| 721247 | 2003 NV13                | 15 aprile 2013    | Pan-STARRS                   |
| 721248 | 2003 NX13                | 5 luglio 2003     | Spacewatch                   |
| 721249 | 2003 NE14                | 25 aprile 2015    | Pan-STARRS                   |
| 721250 | 2003 NJ14                | 30 settembre 2009 | Mount Lemmon Survey          |
| 721251 | 2003 NK15                | 8 luglio 2003     | NEAT                         |
| 721252 | 2003 OH3                 | 22 luglio 2003    | AMOS                         |
| 721253 | 2003 OZ14                | 22 luglio 2003    | NEAT                         |
| 721254 | 2003 OJ17                | 29 luglio 2003    | CINEOS                       |
| 721255 | 2003 OV34                | 20 maggio 2015    | Pan-STARRS                   |
| 721256 | 2003 OS35                | 5 luglio 2003     | Spacewatch                   |
| 721257 | 2003 PN                  | 2 agosto 2003     | AMOS                         |
| 721258 | 2003 PM13                | 4 agosto 2003     | Spacewatch                   |
| 721259 | 2003 QR                  | 18 agosto 2003    | CINEOS                       |
| 721260 | 2003 QF31                | 23 agosto 2003    | NEAT                         |
| 721261 | 2003 QW34                | 22 agosto 2003    | NEAT                         |
| 721262 | 2003 QM58                | 25 agosto 2003    | NEAT                         |
| 721263 | 2003 QA82                | 23 agosto 2003    | NEAT                         |
| 721264 | 2003 QJ92                | 30 agosto 2003    | Spacewatch                   |
| 721265 | 2003 QU93                | 4 agosto 2003     | LINEAR                       |
| 721266 | 2003 QP122               | 25 maggio 2015    | Mount Lemmon Survey          |
| 721267 | 2003 QH123               | 16 gennaio 2018   | Pan-STARRS                   |
| 721268 | 2003 RH10                | 1 settembre 2003  | LINEAR                       |
| 721269 | 2003 RS11                | 16 settembre 2003 | Spacewatch                   |
| 721270 | 2003 RQ13                | 15 settembre 2003 | NEAT                         |
| 721271 | 2003 RE15                | 15 settembre 2003 | NEAT                         |
| 721272 | 2003 SB4                 | 16 settembre 2003 | Spacewatch                   |
| 721273 | 2003 SV5                 | 16 settembre 2003 | Spacewatch                   |
| 721274 | 2003 SA18                | 20 agosto 2003    | NEAT                         |
| 721275 | 2003 SF29                | 18 settembre 2003 | NEAT                         |
| 721276 | 2003 SH29                | 18 settembre 2003 | NEAT                         |
| 721277 | 2003 SP33                | 16 settembre 2003 | Spacewatch                   |
| 721278 | 2003 SW76                | 4 agosto 2003     | Spacewatch                   |
| 721279 | 2003 SZ78                | 19 settembre 2003 | Spacewatch                   |
| 721280 | 2003 SP93                | 18 settembre 2003 | NEAT                         |
| 721281 | 2003 SD126               | 19 settembre 2003 | W. H. Ryan                   |
| 721282 | 2003 SE127               | 21 settembre 2003 | Spacewatch                   |
| 721283 | 2003 SV130               | 20 settembre 2003 | Spacewatch                   |
| 721284 | 2003 SA151               | 29 agosto 2003    | AMOS                         |
| 721285 | 2003 SS158               | 23 agosto 2003    | NEAT                         |
| 721286 | 2003 SC178               | 19 settembre 2003 | NEAT                         |
| 721287 | 2003 SA188               | 19 settembre 2003 | NEAT                         |
| 721288 | 2003 SL200               | 25 settembre 2003 | NEAT                         |
| 721289 | 2003 SV208               | 19 agosto 2003    | D. Polishook                 |
| 721290 | 2003 SP228               | 18 settembre 2003 | NEAT                         |
| 721291 | 2003 SO233               | 25 settembre 2003 | NEAT                         |
| 721292 | 2003 SB246               | 18 settembre 2003 | Spacewatch                   |
| 721293 | 2003 SO257               | 18 settembre 2003 | NEAT                         |
| 721294 | 2003 SO265               | 29 settembre 2003 | Spacewatch                   |
| 721295 | 2003 SM267               | 29 settembre 2003 | Spacewatch                   |
| 721296 | 2003 SQ267               | 29 settembre 2003 | Spacewatch                   |
| 721297 | 2003 SU268               | 30 settembre 2003 | Spacewatch                   |
| 721298 | 2003 SE277               | 19 settembre 2003 | NEAT                         |
| 721299 | 2003 SF279               | 30 settembre 2003 | Spacewatch                   |
| 721300 | 2003 SM302               | 18 settembre 2003 | NEAT                         |

## 721301–721400
| Nome   | Designazione provvisoria | Data di scoperta  | Scopritore                 |
| ------ | ------------------------ | ----------------- | -------------------------- |
| 721301 | 2003 ST312               | 22 agosto 2003    | NEAT                       |
| 721302 | 2003 SP323               | 16 settembre 2003 | Spacewatch                 |
| 721303 | 2003 ST327               | 19 settembre 2003 | NEAT                       |
| 721304 | 2003 SU329               | 23 settembre 2003 | NEAT                       |
| 721305 | 2003 SP331               | 27 settembre 2003 | Spacewatch                 |
| 721306 | 2003 SO334               | 29 settembre 2003 | Spacewatch                 |
| 721307 | 2003 SQ334               | 26 settembre 2003 | SDSS Collaboration         |
| 721308 | 2003 SR334               | 29 settembre 2003 | Spacewatch                 |
| 721309 | 2003 SU335               | 18 ottobre 2003   | LONEOS                     |
| 721310 | 2003 SY336               | 27 settembre 2003 | SDSS Collaboration         |
| 721311 | 2003 SF337               | 30 settembre 2003 | Spacewatch                 |
| 721312 | 2003 SQ338               | 2 ottobre 2003    | Spacewatch                 |
| 721313 | 2003 SR339               | 26 settembre 2003 | SDSS Collaboration         |
| 721314 | 2003 SX339               | 23 ottobre 2003   | Spacewatch                 |
| 721315 | 2003 SK340               | 20 ottobre 2003   | Spacewatch                 |
| 721316 | 2003 SL340               | 16 settembre 2003 | Spacewatch                 |
| 721317 | 2003 SF343               | 17 settembre 2003 | Spacewatch                 |
| 721318 | 2003 SH344               | 17 settembre 2003 | Spacewatch                 |
| 721319 | 2003 SL344               | 17 settembre 2003 | Spacewatch                 |
| 721320 | 2003 SG349               | 18 settembre 2003 | Spacewatch                 |
| 721321 | 2003 SW349               | 18 settembre 2003 | Spacewatch                 |
| 721322 | 2003 SR358               | 21 settembre 2003 | Spacewatch                 |
| 721323 | 2003 SR359               | 18 settembre 2003 | NEAT                       |
| 721324 | 2003 SC365               | 26 settembre 2003 | SDSS Collaboration         |
| 721325 | 2003 SJ365               | 26 settembre 2003 | SDSS Collaboration         |
| 721326 | 2003 SM365               | 26 settembre 2003 | SDSS Collaboration         |
| 721327 | 2003 SB367               | 26 settembre 2003 | SDSS Collaboration         |
| 721328 | 2003 SD368               | 26 settembre 2003 | SDSS Collaboration         |
| 721329 | 2003 SY368               | 26 settembre 2003 | SDSS Collaboration         |
| 721330 | 2003 SM370               | 26 settembre 2003 | SDSS Collaboration         |
| 721331 | 2003 SC371               | 26 settembre 2003 | SDSS Collaboration         |
| 721332 | 2003 SL371               | 26 settembre 2003 | SDSS Collaboration         |
| 721333 | 2003 SA373               | 29 settembre 2003 | Spacewatch                 |
| 721334 | 2003 SN373               | 26 settembre 2003 | SDSS Collaboration         |
| 721335 | 2003 SG378               | 26 settembre 2003 | SDSS Collaboration         |
| 721336 | 2003 SM378               | 26 settembre 2003 | SDSS Collaboration         |
| 721337 | 2003 SN381               | 29 settembre 2003 | Spacewatch                 |
| 721338 | 2003 SU381               | 26 settembre 2003 | SDSS Collaboration         |
| 721339 | 2003 SD382               | 30 settembre 2003 | Spacewatch                 |
| 721340 | 2003 SE383               | 30 settembre 2003 | Spacewatch                 |
| 721341 | 2003 SH384               | 30 settembre 2003 | Spacewatch                 |
| 721342 | 2003 SZ386               | 26 settembre 2003 | SDSS Collaboration         |
| 721343 | 2003 SQ387               | 2 ottobre 2003    | Spacewatch                 |
| 721344 | 2003 SG388               | 2 ottobre 2003    | Spacewatch                 |
| 721345 | 2003 SU389               | 26 settembre 2003 | SDSS Collaboration         |
| 721346 | 2003 SO390               | 26 settembre 2003 | SDSS Collaboration         |
| 721347 | 2003 SU390               | 26 settembre 2003 | SDSS Collaboration         |
| 721348 | 2003 SW390               | 26 settembre 2003 | SDSS Collaboration         |
| 721349 | 2003 SH391               | 26 settembre 2003 | SDSS Collaboration         |
| 721350 | 2003 SP391               | 26 settembre 2003 | SDSS Collaboration         |
| 721351 | 2003 SN393               | 26 settembre 2003 | SDSS Collaboration         |
| 721352 | 2003 SO393               | 26 settembre 2003 | SDSS Collaboration         |
| 721353 | 2003 SH394               | 26 settembre 2003 | SDSS Collaboration         |
| 721354 | 2003 SO394               | 26 settembre 2003 | SDSS Collaboration         |
| 721355 | 2003 SS395               | 26 settembre 2003 | SDSS Collaboration         |
| 721356 | 2003 SO397               | 26 settembre 2003 | SDSS Collaboration         |
| 721357 | 2003 SY397               | 26 settembre 2003 | SDSS Collaboration         |
| 721358 | 2003 SB399               | 26 settembre 2003 | SDSS Collaboration         |
| 721359 | 2003 SL399               | 26 settembre 2003 | SDSS Collaboration         |
| 721360 | 2003 SA400               | 26 settembre 2003 | SDSS Collaboration         |
| 721361 | 2003 SM400               | 14 gennaio 1996   | Spacewatch                 |
| 721362 | 2003 SX400               | 26 settembre 2003 | SDSS Collaboration         |
| 721363 | 2003 SD401               | 26 settembre 2003 | SDSS Collaboration         |
| 721364 | 2003 SE401               | 26 settembre 2003 | SDSS Collaboration         |
| 721365 | 2003 SJ403               | 16 settembre 2003 | Spacewatch                 |
| 721366 | 2003 SD404               | 27 settembre 2003 | SDSS Collaboration         |
| 721367 | 2003 SR405               | 27 settembre 2003 | SDSS Collaboration         |
| 721368 | 2003 SO406               | 27 settembre 2003 | SDSS Collaboration         |
| 721369 | 2003 SY406               | 27 settembre 2003 | SDSS Collaboration         |
| 721370 | 2003 SG407               | 27 settembre 2003 | SDSS Collaboration         |
| 721371 | 2003 SZ407               | 27 settembre 2003 | SDSS Collaboration         |
| 721372 | 2003 SE408               | 27 settembre 2003 | SDSS Collaboration         |
| 721373 | 2003 SY409               | 28 settembre 2003 | Spacewatch                 |
| 721374 | 2003 ST410               | 28 settembre 2003 | SDSS Collaboration         |
| 721375 | 2003 SK411               | 17 settembre 2003 | Spacewatch                 |
| 721376 | 2003 SL413               | 28 settembre 2003 | SDSS Collaboration         |
| 721377 | 2003 SM416               | 13 aprile 2002    | NEAT                       |
| 721378 | 2003 SX416               | 28 settembre 2003 | SDSS Collaboration         |
| 721379 | 2003 SC418               | 28 settembre 2003 | SDSS Collaboration         |
| 721380 | 2003 SH418               | 14 maggio 2002    | Spacewatch                 |
| 721381 | 2003 SY418               | 26 settembre 2003 | SDSS Collaboration         |
| 721382 | 2003 SD419               | 26 settembre 2003 | SDSS Collaboration         |
| 721383 | 2003 SU419               | 26 settembre 2003 | SDSS Collaboration         |
| 721384 | 2003 SO420               | 30 settembre 2003 | Spacewatch                 |
| 721385 | 2003 SM422               | 26 settembre 2003 | SDSS Collaboration         |
| 721386 | 2003 SD428               | 16 settembre 2003 | Spacewatch                 |
| 721387 | 2003 SQ435               | 22 settembre 2003 | NEAT                       |
| 721388 | 2003 SM439               | 2 dicembre 2005   | L. H. Wasserman, R. Millis |
| 721389 | 2003 SS439               | 16 settembre 2003 | Spacewatch                 |
| 721390 | 2003 SW439               | 17 settembre 2003 | Spacewatch                 |
| 721391 | 2003 SY440               | 22 dicembre 2008  | Spacewatch                 |
| 721392 | 2003 SA441               | 16 maggio 2012    | Spacewatch                 |
| 721393 | 2003 SH441               | 23 ottobre 2003   | Spacewatch                 |
| 721394 | 2003 SE442               | 23 ottobre 2003   | Spacewatch                 |
| 721395 | 2003 SF442               | 5 aprile 2014     | Pan-STARRS                 |
| 721396 | 2003 SH442               | 17 settembre 2003 | Spacewatch                 |
| 721397 | 2003 SR442               | 10 agosto 2016    | Pan-STARRS                 |
| 721398 | 2003 SL443               | 20 settembre 2003 | Spacewatch                 |
| 721399 | 2003 SY443               | 17 settembre 2003 | Spacewatch                 |
| 721400 | 2003 SN444               | 19 settembre 2003 | Spacewatch                 |

## 721401–721500
| Nome   | Designazione provvisoria | Data di scoperta  | Scopritore          |
| ------ | ------------------------ | ----------------- | ------------------- |
| 721401 | 2003 SX445               | 1 gennaio 2016    | Pan-STARRS          |
| 721402 | 2003 SA447               | 19 settembre 2003 | Spacewatch          |
| 721403 | 2003 SD447               | 3 settembre 2013  | Pan-STARRS          |
| 721404 | 2003 SG447               | 28 settembre 2003 | Spacewatch          |
| 721405 | 2003 SN448               | 13 aprile 2013    | Pan-STARRS          |
| 721406 | 2003 SU449               | 2 agosto 2008     | SSS                 |
| 721407 | 2003 SU450               | 8 gennaio 2011    | Mount Lemmon Survey |
| 721408 | 2003 SW450               | 15 aprile 2012    | Pan-STARRS          |
| 721409 | 2003 SY450               | 18 settembre 2003 | Spacewatch          |
| 721410 | 2003 SE451               | 23 novembre 2016  | Mount Lemmon Survey |
| 721411 | 2003 SF451               | 26 ottobre 2014   | Mount Lemmon Survey |
| 721412 | 2003 SJ451               | 30 settembre 2003 | Spacewatch          |
| 721413 | 2003 SQ451               | 19 settembre 2003 | Spacewatch          |
| 721414 | 2003 SC452               | 15 febbraio 2010  | WISE                |
| 721415 | 2003 SA453               | 18 maggio 2018    | Mount Lemmon Survey |
| 721416 | 2003 SP454               | 26 gennaio 2014   | Pan-STARRS          |
| 721417 | 2003 SX454               | 28 luglio 2011    | Pan-STARRS          |
| 721418 | 2003 SO455               | 25 settembre 2014 | Spacewatch          |
| 721419 | 2003 SH457               | 21 settembre 2003 | Spacewatch          |
| 721420 | 2003 SJ457               | 7 aprile 2007     | Mount Lemmon Survey |
| 721421 | 2003 SU457               | 25 ottobre 2009   | CSS                 |
| 721422 | 2003 SA458               | 18 settembre 2003 | Spacewatch          |
| 721423 | 2003 SJ458               | 28 agosto 2014    | Pan-STARRS          |
| 721424 | 2003 SP458               | 20 settembre 2003 | Spacewatch          |
| 721425 | 2003 SU459               | 12 ottobre 2016   | Pan-STARRS          |
| 721426 | 2003 SW460               | 30 settembre 2003 | SDSS Collaboration  |
| 721427 | 2003 SY460               | 18 settembre 2003 | Spacewatch          |
| 721428 | 2003 SS461               | 12 ottobre 2010   | Mount Lemmon Survey |
| 721429 | 2003 SJ464               | 18 settembre 2003 | Spacewatch          |
| 721430 | 2003 SP464               | 28 settembre 2003 | Spacewatch          |
| 721431 | 2003 SW464               | 28 settembre 2003 | Spacewatch          |
| 721432 | 2003 SB465               | 28 settembre 2003 | Spacewatch          |
| 721433 | 2003 SU467               | 27 settembre 2003 | Spacewatch          |
| 721434 | 2003 SN468               | 29 settembre 2003 | Spacewatch          |
| 721435 | 2003 SA469               | 18 settembre 2003 | Spacewatch          |
| 721436 | 2003 SE469               | 19 settembre 2003 | LONEOS              |
| 721437 | 2003 SJ469               | 28 settembre 2003 | Spacewatch          |
| 721438 | 2003 SG470               | 30 settembre 2003 | Spacewatch          |
| 721439 | 2003 SO473               | 30 settembre 2003 | SDSS Collaboration  |
| 721440 | 2003 TX3                 | 25 agosto 2003    | NEAT                |
| 721441 | 2003 TT5                 | 18 settembre 2003 | Spacewatch          |
| 721442 | 2003 TN23                | 20 settembre 2003 | NEAT                |
| 721443 | 2003 TD25                | 1 ottobre 2003    | Spacewatch          |
| 721444 | 2003 TX25                | 1 ottobre 2003    | Spacewatch          |
| 721445 | 2003 TC32                | 1 ottobre 2003    | Spacewatch          |
| 721446 | 2003 TY33                | 1 ottobre 2003    | Spacewatch          |
| 721447 | 2003 TE34                | 1 ottobre 2003    | Spacewatch          |
| 721448 | 2003 TW43                | 2 ottobre 2003    | Spacewatch          |
| 721449 | 2003 TB48                | 3 ottobre 2003    | Spacewatch          |
| 721450 | 2003 TO50                | 20 settembre 2003 | Spacewatch          |
| 721451 | 2003 TV52                | 28 settembre 2003 | LONEOS              |
| 721452 | 2003 TF55                | 5 ottobre 2003    | Spacewatch          |
| 721453 | 2003 TK55                | 5 ottobre 2003    | Spacewatch          |
| 721454 | 2003 TX55                | 5 ottobre 2003    | Spacewatch          |
| 721455 | 2003 TQ60                | 2 ottobre 2003    | Spacewatch          |
| 721456 | 2003 TV60                | 4 ottobre 2003    | Spacewatch          |
| 721457 | 2003 TX60                | 5 ottobre 2003    | Spacewatch          |
| 721458 | 2003 TC61                | 6 marzo 2016      | Pan-STARRS          |
| 721459 | 2003 TN61                | 21 dicembre 2008  | CSS                 |
| 721460 | 2003 TY62                | 7 settembre 2011  | Spacewatch          |
| 721461 | 2003 TO63                | 1 ottobre 2003    | Spacewatch          |
| 721462 | 2003 TQ63                | 10 dicembre 2012  | Mount Lemmon Survey |
| 721463 | 2003 TB64                | 8 ottobre 2015    | Pan-STARRS          |
| 721464 | 2003 TP64                | 3 ottobre 2003    | Spacewatch          |
| 721465 | 2003 TJ65                | 8 marzo 2005      | Mount Lemmon Survey |
| 721466 | 2003 UY2                 | 16 ottobre 2003   | Spacewatch          |
| 721467 | 2003 UU6                 | 18 ottobre 2003   | NEAT                |
| 721468 | 2003 UJ21                | 18 ottobre 2003   | Spacewatch          |
| 721469 | 2003 UY29                | 25 ottobre 2003   | Andrushivka Obs.    |
| 721470 | 2003 UB34                | 29 settembre 2003 | Spacewatch          |
| 721471 | 2003 UG34                | 17 ottobre 2003   | Spacewatch          |
| 721472 | 2003 UA51                | 18 ottobre 2003   | NEAT                |
| 721473 | 2003 UD51                | 18 ottobre 2003   | NEAT                |
| 721474 | 2003 UT57                | 21 settembre 2003 | LONEOS              |
| 721475 | 2003 UK79                | 20 settembre 2003 | NEAT                |
| 721476 | 2003 UC87                | 19 ottobre 2003   | Spacewatch          |
| 721477 | 2003 UE89                | 18 settembre 2003 | Spacewatch          |
| 721478 | 2003 UX89                | 20 ottobre 2003   | NEAT                |
| 721479 | 2003 UL111               | 29 settembre 2003 | LINEAR              |
| 721480 | 2003 UT124               | 20 ottobre 2003   | Spacewatch          |
| 721481 | 2003 UF127               | 2 ottobre 2003    | Spacewatch          |
| 721482 | 2003 UT136               | 26 settembre 2003 | LINEAR              |
| 721483 | 2003 UX155               | 20 ottobre 2003   | Spacewatch          |
| 721484 | 2003 UY155               | 20 ottobre 2003   | Spacewatch          |
| 721485 | 2003 UJ160               | 2 ottobre 2003    | Spacewatch          |
| 721486 | 2003 UV170               | 19 ottobre 2003   | Spacewatch          |
| 721487 | 2003 UE191               | 23 ottobre 2003   | Spacewatch          |
| 721488 | 2003 UO192               | 23 ottobre 2003   | Spacewatch          |
| 721489 | 2003 UD199               | 21 ottobre 2003   | LINEAR              |
| 721490 | 2003 UT231               | 16 ottobre 2003   | Spacewatch          |
| 721491 | 2003 US237               | 23 ottobre 2003   | Spacewatch          |
| 721492 | 2003 UQ281               | 22 settembre 2003 | NEAT                |
| 721493 | 2003 UX287               | 22 ottobre 2003   | Kitt Peak Obs.      |
| 721494 | 2003 UF296               | 16 ottobre 2003   | Spacewatch          |
| 721495 | 2003 UH303               | 19 settembre 2003 | NEAT                |
| 721496 | 2003 UW315               | 20 ottobre 2003   | Spacewatch          |
| 721497 | 2003 UD320               | 21 ottobre 2003   | NEAT                |
| 721498 | 2003 UK321               | 16 ottobre 2003   | Spacewatch          |
| 721499 | 2003 UV324               | 17 ottobre 2003   | SDSS Collaboration  |
| 721500 | 2003 UL326               | 17 ottobre 2003   | SDSS Collaboration  |

## 721501–721600
| Nome   | Designazione provvisoria | Data di scoperta  | Scopritore          |
| ------ | ------------------------ | ----------------- | ------------------- |
| 721501 | 2003 UB327               | 30 settembre 2003 | Spacewatch          |
| 721502 | 2003 UY328               | 20 settembre 2003 | Spacewatch          |
| 721503 | 2003 UF329               | 17 settembre 2003 | Spacewatch          |
| 721504 | 2003 UB331               | 4 settembre 2003  | Spacewatch          |
| 721505 | 2003 UV334               | 18 settembre 2003 | Spacewatch          |
| 721506 | 2003 UZ335               | 18 settembre 2003 | Spacewatch          |
| 721507 | 2003 US341               | 23 luglio 2003    | NEAT                |
| 721508 | 2003 UC344               | 19 ottobre 2003   | Spacewatch          |
| 721509 | 2003 UP346               | 18 settembre 2003 | Spacewatch          |
| 721510 | 2003 UF347               | 19 ottobre 2003   | SDSS Collaboration  |
| 721511 | 2003 UO348               | 26 settembre 2003 | SDSS Collaboration  |
| 721512 | 2003 UJ350               | 19 ottobre 2003   | SDSS Collaboration  |
| 721513 | 2003 UP353               | 30 settembre 2003 | SDSS Collaboration  |
| 721514 | 2003 UB355               | 23 ottobre 2003   | Spacewatch          |
| 721515 | 2003 UX357               | 19 ottobre 2003   | Spacewatch          |
| 721516 | 2003 UL358               | 19 ottobre 2003   | Spacewatch          |
| 721517 | 2003 UX359               | 19 ottobre 2003   | Spacewatch          |
| 721518 | 2003 US363               | 20 ottobre 2003   | Spacewatch          |
| 721519 | 2003 UK364               | 20 ottobre 2003   | Spacewatch          |
| 721520 | 2003 UZ364               | 20 ottobre 2003   | Spacewatch          |
| 721521 | 2003 UL365               | 20 ottobre 2003   | Spacewatch          |
| 721522 | 2003 UG366               | 20 ottobre 2003   | Spacewatch          |
| 721523 | 2003 UD368               | 21 ottobre 2003   | Spacewatch          |
| 721524 | 2003 UF368               | 4 marzo 2005      | Mount Lemmon Survey |
| 721525 | 2003 UA370               | 21 ottobre 2003   | Spacewatch          |
| 721526 | 2003 UN373               | 19 ottobre 2003   | SDSS Collaboration  |
| 721527 | 2003 UT373               | 18 settembre 2003 | Spacewatch          |
| 721528 | 2003 UA374               | 22 ottobre 2003   | SDSS Collaboration  |
| 721529 | 2003 UL375               | 18 ottobre 2003   | SDSS Collaboration  |
| 721530 | 2003 UY376               | 18 settembre 2003 | Spacewatch          |
| 721531 | 2003 UH377               | 22 ottobre 2003   | SDSS Collaboration  |
| 721532 | 2003 UX377               | 18 settembre 2003 | Spacewatch          |
| 721533 | 2003 UD378               | 18 settembre 2003 | Spacewatch          |
| 721534 | 2003 UA379               | 19 ottobre 2003   | SDSS Collaboration  |
| 721535 | 2003 US380               | 22 ottobre 2003   | SDSS Collaboration  |
| 721536 | 2003 UM381               | 21 settembre 2003 | NEAT                |
| 721537 | 2003 UQ382               | 22 ottobre 2003   | SDSS Collaboration  |
| 721538 | 2003 US382               | 19 marzo 2001     | Spacewatch          |
| 721539 | 2003 UL384               | 28 settembre 2003 | SDSS Collaboration  |
| 721540 | 2003 UG385               | 14 febbraio 2005  | Spacewatch          |
| 721541 | 2003 UO386               | 5 ottobre 2003    | Spacewatch          |
| 721542 | 2003 UM387               | 22 ottobre 2003   | SDSS Collaboration  |
| 721543 | 2003 UE388               | 22 ottobre 2003   | Spacewatch          |
| 721544 | 2003 UA389               | 22 ottobre 2003   | SDSS Collaboration  |
| 721545 | 2003 UR389               | 22 ottobre 2003   | SDSS Collaboration  |
| 721546 | 2003 UF390               | 27 settembre 2003 | SDSS Collaboration  |
| 721547 | 2003 UP390               | 22 ottobre 2003   | SDSS Collaboration  |
| 721548 | 2003 UY390               | 22 ottobre 2003   | SDSS Collaboration  |
| 721549 | 2003 UE393               | 22 ottobre 2003   | SDSS Collaboration  |
| 721550 | 2003 UH393               | 22 ottobre 2003   | SDSS Collaboration  |
| 721551 | 2003 UL393               | 22 ottobre 2003   | SDSS Collaboration  |
| 721552 | 2003 UA395               | 22 ottobre 2003   | SDSS Collaboration  |
| 721553 | 2003 UO395               | 22 ottobre 2003   | SDSS Collaboration  |
| 721554 | 2003 UR395               | 26 settembre 2003 | SDSS Collaboration  |
| 721555 | 2003 UO396               | 22 ottobre 2003   | SDSS Collaboration  |
| 721556 | 2003 UB397               | 22 ottobre 2003   | SDSS Collaboration  |
| 721557 | 2003 UZ397               | 20 novembre 2003  | NEAT                |
| 721558 | 2003 UD398               | 22 ottobre 2003   | SDSS Collaboration  |
| 721559 | 2003 UN400               | 23 ottobre 2003   | SDSS Collaboration  |
| 721560 | 2003 UY403               | 19 ottobre 2003   | SDSS Collaboration  |
| 721561 | 2003 UA405               | 19 ottobre 2003   | SDSS Collaboration  |
| 721562 | 2003 UL405               | 23 ottobre 2003   | Spacewatch          |
| 721563 | 2003 UC406               | 23 ottobre 2003   | Spacewatch          |
| 721564 | 2003 UM406               | 23 ottobre 2003   | SDSS Collaboration  |
| 721565 | 2003 UW407               | 23 ottobre 2003   | SDSS Collaboration  |
| 721566 | 2003 UJ408               | 23 ottobre 2003   | SDSS Collaboration  |
| 721567 | 2003 UK408               | 23 ottobre 2003   | SDSS Collaboration  |
| 721568 | 2003 UY410               | 23 ottobre 2003   | SDSS Collaboration  |
| 721569 | 2003 UL411               | 23 ottobre 2003   | SDSS Collaboration  |
| 721570 | 2003 UY411               | 16 gennaio 2005   | Spacewatch          |
| 721571 | 2003 UF412               | 23 ottobre 2003   | SDSS Collaboration  |
| 721572 | 2003 UA414               | 18 settembre 2003 | NEAT                |
| 721573 | 2003 UP416               | 29 settembre 2003 | Spacewatch          |
| 721574 | 2003 UT418               | 14 settembre 2007 | Mount Lemmon Survey |
| 721575 | 2003 UA419               | 20 settembre 2003 | Spacewatch          |
| 721576 | 2003 UH421               | 17 ottobre 2003   | Spacewatch          |
| 721577 | 2003 UU421               | 10 novembre 2009  | Spacewatch          |
| 721578 | 2003 UM422               | 24 ottobre 2003   | SDSS Collaboration  |
| 721579 | 2003 UY423               | 19 novembre 2008  | Mount Lemmon Survey |
| 721580 | 2003 UY424               | 23 ottobre 2003   | SDSS Collaboration  |
| 721581 | 2003 UJ425               | 10 febbraio 2014  | Pan-STARRS          |
| 721582 | 2003 UN425               | 27 ottobre 2008   | Spacewatch          |
| 721583 | 2003 UK427               | 10 agosto 2007    | Spacewatch          |
| 721584 | 2003 UZ427               | 25 novembre 2009  | Spacewatch          |
| 721585 | 2003 UG429               | 24 ottobre 2013   | Mount Lemmon Survey |
| 721586 | 2003 UH429               | 28 febbraio 2010  | WISE                |
| 721587 | 2003 UK430               | 16 ottobre 2007   | Mount Lemmon Survey |
| 721588 | 2003 UQ430               | 31 maggio 2014    | Pan-STARRS          |
| 721589 | 2003 UC432               | 6 ottobre 2008    | Mount Lemmon Survey |
| 721590 | 2003 UK432               | 25 ottobre 2014   | Spacewatch          |
| 721591 | 2003 UQ432               | 12 aprile 2012    | Pan-STARRS          |
| 721592 | 2003 UF433               | 2 marzo 2011      | Mount Lemmon Survey |
| 721593 | 2003 UH433               | 25 settembre 2014 | Spacewatch          |
| 721594 | 2003 UP433               | 20 agosto 2008    | Spacewatch          |
| 721595 | 2003 UQ433               | 26 aprile 2017    | Pan-STARRS          |
| 721596 | 2003 UU433               | 16 dicembre 2009  | Spacewatch          |
| 721597 | 2003 UD434               | 27 aprile 2017    | Pan-STARRS          |
| 721598 | 2003 UK435               | 27 aprile 2012    | Pan-STARRS          |
| 721599 | 2003 UL435               | 7 maggio 2014     | Pan-STARRS          |
| 721600 | 2003 UB436               | 30 marzo 2016     | Pan-STARRS          |

## 721601–721700
| Nome   | Designazione provvisoria | Data di scoperta  | Scopritore                  |
| ------ | ------------------------ | ----------------- | --------------------------- |
| 721601 | 2003 UW437               | 26 ottobre 2009   | Spacewatch                  |
| 721602 | 2003 UG438               | 10 settembre 2007 | Spacewatch                  |
| 721603 | 2003 UW438               | 23 febbraio 2012  | Mount Lemmon Survey         |
| 721604 | 2003 UC439               | 14 ottobre 2014   | Mount Lemmon Survey         |
| 721605 | 2003 UO439               | 10 ottobre 2016   | Mount Lemmon Survey         |
| 721606 | 2003 UF440               | 2 novembre 2008   | Spacewatch                  |
| 721607 | 2003 UM440               | 26 febbraio 2010  | WISE                        |
| 721608 | 2003 UV440               | 20 ottobre 2003   | Spacewatch                  |
| 721609 | 2003 UD442               | 5 settembre 2008  | Spacewatch                  |
| 721610 | 2003 UE442               | 27 ottobre 2009   | Spacewatch                  |
| 721611 | 2003 UN443               | 25 ottobre 2003   | Spacewatch                  |
| 721612 | 2003 UD445               | 22 ottobre 2003   | Kitt Peak Obs.              |
| 721613 | 2003 UT445               | 29 ottobre 2003   | Spacewatch                  |
| 721614 | 2003 UJ446               | 23 ottobre 2003   | SDSS Collaboration          |
| 721615 | 2003 UN447               | 17 ottobre 2003   | Spacewatch                  |
| 721616 | 2003 UK449               | 21 ottobre 2003   | Spacewatch                  |
| 721617 | 2003 UU449               | 24 ottobre 2003   | SDSS Collaboration          |
| 721618 | 2003 VP4                 | 15 novembre 2003  | Spacewatch                  |
| 721619 | 2003 VJ8                 | 18 novembre 2003  | NEAT                        |
| 721620 | 2003 VU12                | 3 novembre 2003   | SDSS Collaboration          |
| 721621 | 2003 WP18                | 19 novembre 2003  | LINEAR                      |
| 721622 | 2003 WZ37                | 19 novembre 2003  | LINEAR                      |
| 721623 | 2003 WR41                | 20 novembre 2003  | LINEAR                      |
| 721624 | 2003 WU58                | 18 novembre 2003  | Spacewatch                  |
| 721625 | 2003 WP64                | 19 novembre 2003  | Spacewatch                  |
| 721626 | 2003 WV80                | 20 novembre 2003  | NEAT                        |
| 721627 | 2003 WB109               | 19 ottobre 2003   | Spacewatch                  |
| 721628 | 2003 WA110               | 19 ottobre 2003   | NEAT                        |
| 721629 | 2003 WJ163               | 30 novembre 2003  | Spacewatch                  |
| 721630 | 2003 WX164               | 30 novembre 2003  | Spacewatch                  |
| 721631 | 2003 WC165               | 30 novembre 2003  | Spacewatch                  |
| 721632 | 2003 WH165               | 30 novembre 2003  | Spacewatch                  |
| 721633 | 2003 WW180               | 14 dicembre 2003  | Spacewatch                  |
| 721634 | 2003 WT186               | 23 novembre 2003  | Kitt Peak Obs.              |
| 721635 | 2003 WQ195               | 24 novembre 2003  | LINEAR                      |
| 721636 | 2003 WL198               | 3 agosto 2002     | NEAT                        |
| 721637 | 2003 WW198               | 1 febbraio 2012   | Mount Lemmon Survey         |
| 721638 | 2003 WH199               | 18 ottobre 2003   | Spacewatch                  |
| 721639 | 2003 WK199               | 24 maggio 2006    | Spacewatch                  |
| 721640 | 2003 WQ201               | 18 novembre 2003  | Spacewatch                  |
| 721641 | 2003 WT202               | 14 marzo 2012     | Mount Lemmon Survey         |
| 721642 | 2003 WA205               | 18 aprile 2012    | Mount Lemmon Survey         |
| 721643 | 2003 WO205               | 11 febbraio 2016  | Pan-STARRS                  |
| 721644 | 2003 WR205               | 26 novembre 2014  | Pan-STARRS                  |
| 721645 | 2003 WC206               | 8 ottobre 2008    | Mount Lemmon Survey         |
| 721646 | 2003 WV206               | 30 novembre 2003  | Spacewatch                  |
| 721647 | 2003 WZ206               | 9 settembre 2015  | Pan-STARRS                  |
| 721648 | 2003 WF207               | 25 febbraio 2011  | T. V. Kryachko, B. Satovski |
| 721649 | 2003 WG207               | 10 ottobre 2008   | Mount Lemmon Survey         |
| 721650 | 2003 WH207               | 1 settembre 2013  | Mount Lemmon Survey         |
| 721651 | 2003 WD208               | 24 ottobre 2019   | Mount Lemmon Survey         |
| 721652 | 2003 WA209               | 30 giugno 2011    | T. V. Kryachko, B. Satovski |
| 721653 | 2003 WG210               | 24 novembre 2003  | Spacewatch                  |
| 721654 | 2003 WU210               | 2 febbraio 2005   | Spacewatch                  |
| 721655 | 2003 WV210               | 25 febbraio 2011  | Spacewatch                  |
| 721656 | 2003 WT213               | 7 ottobre 2008    | Mount Lemmon Survey         |
| 721657 | 2003 WV213               | 14 giugno 2018    | Pan-STARRS                  |
| 721658 | 2003 WS214               | 20 novembre 2003  | Spacewatch                  |
| 721659 | 2003 WO215               | 19 novembre 2003  | Spacewatch                  |
| 721660 | 2003 WH216               | 24 novembre 2003  | Spacewatch                  |
| 721661 | 2003 WQ217               | 20 novembre 2003  | SDSS Collaboration          |
| 721662 | 2003 XT16                | 14 dicembre 2003  | Spacewatch                  |
| 721663 | 2003 XD32                | 1 dicembre 2003   | Spacewatch                  |
| 721664 | 2003 XK44                | 14 dicembre 2003  | Spacewatch                  |
| 721665 | 2003 XF45                | 12 dicembre 2012  | Spacewatch                  |
| 721666 | 2003 YC68                | 26 novembre 2003  | Spacewatch                  |
| 721667 | 2003 YE86                | 19 dicembre 2003  | LINEAR                      |
| 721668 | 2003 YA92                | 21 dicembre 2003  | LINEAR                      |
| 721669 | 2003 YW155               | 25 dicembre 2003  | Spacewatch                  |
| 721670 | 2003 YM162               | 17 dicembre 2003  | LINEAR                      |
| 721671 | 2003 YL176               | 16 dicembre 2003  | Osservatorio di Mauna Kea   |
| 721672 | 2003 YP178               | 18 dicembre 2003  | Osservatorio di La Silla    |
| 721673 | 2003 YG185               | 14 dicembre 2010  | Mount Lemmon Survey         |
| 721674 | 2003 YK185               | 8 gennaio 2010    | Spacewatch                  |
| 721675 | 2003 YN185               | 19 dicembre 2003  | Spacewatch                  |
| 721676 | 2003 YV185               | 31 gennaio 2004   | Spacewatch                  |
| 721677 | 2003 YX185               | 25 giugno 2014    | Mount Lemmon Survey         |
| 721678 | 2003 YG187               | 29 ottobre 2008   | Spacewatch                  |
| 721679 | 2003 YS187               | 12 febbraio 2018  | Pan-STARRS                  |
| 721680 | 2003 YW187               | 11 dicembre 2014  | Mount Lemmon Survey         |
| 721681 | 2003 YE188               | 5 novembre 2010   | Mount Lemmon Survey         |
| 721682 | 2003 YW188               | 13 maggio 2010    | Mount Lemmon Survey         |
| 721683 | 2003 YK189               | 11 marzo 2016     | Pan-STARRS                  |
| 721684 | 2004 AP16                | 15 gennaio 2004   | Spacewatch                  |
| 721685 | 2004 AU16                | 15 gennaio 2004   | Spacewatch                  |
| 721686 | 2004 AL20                | 15 gennaio 2004   | Spacewatch                  |
| 721687 | 2004 AO20                | 28 dicembre 2003  | Spacewatch                  |
| 721688 | 2004 BO7                 | 16 gennaio 2004   | Spacewatch                  |
| 721689 | 2004 BF23                | 17 dicembre 2003  | Spacewatch                  |
| 721690 | 2004 BQ38                | 13 gennaio 2004   | Spacewatch                  |
| 721691 | 2004 BP64                | 22 gennaio 2004   | LINEAR                      |
| 721692 | 2004 BS112               | 21 dicembre 2003  | Spacewatch                  |
| 721693 | 2004 BM123               | 16 marzo 2004     | Spacewatch                  |
| 721694 | 2004 BR125               | 16 gennaio 2004   | Spacewatch                  |
| 721695 | 2004 BJ129               | 16 gennaio 2004   | Spacewatch                  |
| 721696 | 2004 BG130               | 16 gennaio 2004   | Spacewatch                  |
| 721697 | 2004 BY130               | 16 gennaio 2004   | Spacewatch                  |
| 721698 | 2004 BO136               | 19 gennaio 2004   | Spacewatch                  |
| 721699 | 2004 BV136               | 19 gennaio 2004   | Spacewatch                  |
| 721700 | 2004 BH137               | 19 gennaio 2004   | Spacewatch                  |

## 721701–721800
| Nome   | Designazione provvisoria | Data di scoperta  | Scopritore                   |
| ------ | ------------------------ | ----------------- | ---------------------------- |
| 721701 | 2004 BK139               | 19 gennaio 2004   | Spacewatch                   |
| 721702 | 2004 BO139               | 19 gennaio 2004   | Spacewatch                   |
| 721703 | 2004 BU139               | 19 gennaio 2004   | Spacewatch                   |
| 721704 | 2004 BX143               | 19 gennaio 2004   | Spacewatch                   |
| 721705 | 2004 BA157               | 28 gennaio 2004   | Spacewatch                   |
| 721706 | 2004 BL159               | 15 marzo 2004     | Spacewatch                   |
| 721707 | 2004 BT159               | 23 marzo 2004     | Spacewatch                   |
| 721708 | 2004 BX159               | 23 marzo 2004     | Spacewatch                   |
| 721709 | 2004 BB165               | 5 dicembre 2007   | Mount Lemmon Survey          |
| 721710 | 2004 BB166               | 17 febbraio 2004  | Spacewatch                   |
| 721711 | 2004 BR166               | 16 febbraio 2010  | Mount Lemmon Survey          |
| 721712 | 2004 BP167               | 29 settembre 2011 | Mount Lemmon Survey          |
| 721713 | 2004 BR167               | 16 gennaio 2010   | Mount Lemmon Survey          |
| 721714 | 2004 BA168               | 27 febbraio 2015  | Mount Lemmon Survey          |
| 721715 | 2004 BH168               | 19 febbraio 2015  | Spacewatch                   |
| 721716 | 2004 BB169               | 10 ottobre 2008   | Mount Lemmon Survey          |
| 721717 | 2004 BJ169               | 24 agosto 2007    | Spacewatch                   |
| 721718 | 2004 BL169               | 17 novembre 2008  | Spacewatch                   |
| 721719 | 2004 BR169               | 18 novembre 2014  | Pan-STARRS                   |
| 721720 | 2004 BW169               | 18 settembre 2010 | Mount Lemmon Survey          |
| 721721 | 2004 BB170               | 28 novembre 2013  | Mount Lemmon Survey          |
| 721722 | 2004 BK170               | 13 giugno 2018    | Pan-STARRS                   |
| 721723 | 2004 BD171               | 17 gennaio 2015   | Pan-STARRS                   |
| 721724 | 2004 BU171               | 9 gennaio 2017    | Mount Lemmon Survey          |
| 721725 | 2004 BU172               | 26 dicembre 2014  | Pan-STARRS                   |
| 721726 | 2004 BV172               | 27 ottobre 2008   | Spacewatch                   |
| 721727 | 2004 BC173               | 20 dicembre 2007  | Mount Lemmon Survey          |
| 721728 | 2004 BK173               | 15 aprile 2016    | Pan-STARRS                   |
| 721729 | 2004 BD174               | 16 gennaio 2004   | Spacewatch                   |
| 721730 | 2004 CS8                 | 11 febbraio 2004  | Spacewatch                   |
| 721731 | 2004 CP23                | 12 febbraio 2004  | Spacewatch                   |
| 721732 | 2004 CA69                | 31 gennaio 2004   | Spacewatch                   |
| 721733 | 2004 CV101               | 12 febbraio 2004  | NEAT                         |
| 721734 | 2004 CD118               | 11 febbraio 2004  | Spacewatch                   |
| 721735 | 2004 CB122               | 12 febbraio 2004  | Spacewatch                   |
| 721736 | 2004 CV122               | 12 febbraio 2004  | Spacewatch                   |
| 721737 | 2004 CQ123               | 12 febbraio 2004  | Spacewatch                   |
| 721738 | 2004 CH127               | 13 febbraio 2004  | Spacewatch                   |
| 721739 | 2004 CR132               | 14 gennaio 2011   | Spacewatch                   |
| 721740 | 2004 CD133               | 27 gennaio 2010   | WISE                         |
| 721741 | 2004 CB134               | 29 ottobre 2008   | Spacewatch                   |
| 721742 | 2004 CH134               | 2 marzo 2011      | Spacewatch                   |
| 721743 | 2004 CJ134               | 7 maggio 2014     | Pan-STARRS                   |
| 721744 | 2004 CV134               | 14 maggio 2008    | Mount Lemmon Survey          |
| 721745 | 2004 CE135               | 19 aprile 2010    | WISE                         |
| 721746 | 2004 CZ135               | 21 dicembre 2014  | Pan-STARRS                   |
| 721747 | 2004 CA136               | 8 giugno 2010     | WISE                         |
| 721748 | 2004 DS16                | 18 febbraio 2004  | Spacewatch                   |
| 721749 | 2004 DU17                | 18 febbraio 2004  | Spacewatch                   |
| 721750 | 2004 DR32                | 11 febbraio 2004  | NEAT                         |
| 721751 | 2004 DQ67                | 18 febbraio 2004  | Spacewatch                   |
| 721752 | 2004 DF68                | 26 febbraio 2004  | M. W. Buie, D. E. Trilling   |
| 721753 | 2004 DO68                | 26 febbraio 2004  | M. W. Buie, D. E. Trilling   |
| 721754 | 2004 DB75                | 17 febbraio 2004  | Spacewatch                   |
| 721755 | 2004 DK81                | 2 marzo 2009      | Mount Lemmon Survey          |
| 721756 | 2004 DD82                | 16 novembre 2014  | Calar Alto Obs.              |
| 721757 | 2004 DF82                | 20 gennaio 2009   | Mount Lemmon Survey          |
| 721758 | 2004 DN82                | 10 ottobre 2007   | Spacewatch                   |
| 721759 | 2004 DX82                | 18 gennaio 2008   | Mount Lemmon Survey          |
| 721760 | 2004 DX83                | 3 ottobre 2006    | Mount Lemmon Survey          |
| 721761 | 2004 DD84                | 7 novembre 2007   | Spacewatch                   |
| 721762 | 2004 DF84                | 23 settembre 2015 | Pan-STARRS                   |
| 721763 | 2004 DM85                | 20 aprile 2015    | Pan-STARRS                   |
| 721764 | 2004 DO85                | 31 marzo 2014     | Mount Lemmon Survey          |
| 721765 | 2004 DE88                | 25 febbraio 2011  | Mount Lemmon Survey          |
| 721766 | 2004 DS88                | 17 agosto 2017    | Pan-STARRS                   |
| 721767 | 2004 EF                  | 11 marzo 2004     | J. W. Young                  |
| 721768 | 2004 EA29                | 15 marzo 2004     | Spacewatch                   |
| 721769 | 2004 EG44                | 14 marzo 2004     | P. R. Holvorcem, M. Schwartz |
| 721770 | 2004 ES44                | 15 marzo 2004     | Spacewatch                   |
| 721771 | 2004 EP51                | 14 marzo 2004     | Spacewatch                   |
| 721772 | 2004 EC93                | 14 marzo 2004     | Spacewatch                   |
| 721773 | 2004 EE100               | 15 marzo 2004     | Spacewatch                   |
| 721774 | 2004 EE101               | 2 marzo 1995      | Spacewatch                   |
| 721775 | 2004 EP105               | 17 febbraio 2004  | Spacewatch                   |
| 721776 | 2004 EC106               | 15 marzo 2004     | Spacewatch                   |
| 721777 | 2004 EL107               | 15 marzo 2004     | Spacewatch                   |
| 721778 | 2004 EF117               | 12 ottobre 2010   | Mount Lemmon Survey          |
| 721779 | 2004 EU117               | 13 agosto 2012    | Pan-STARRS                   |
| 721780 | 2004 FA7                 | 16 marzo 2004     | Spacewatch                   |
| 721781 | 2004 FN12                | 16 marzo 2004     | D. Healy                     |
| 721782 | 2004 FV43                | 16 febbraio 2004  | Spacewatch                   |
| 721783 | 2004 FF60                | 18 marzo 2004     | Spacewatch                   |
| 721784 | 2004 FO74                | 17 marzo 2004     | Spacewatch                   |
| 721785 | 2004 FH76                | 18 marzo 2004     | Spacewatch                   |
| 721786 | 2004 FK79                | 19 marzo 2004     | Spacewatch                   |
| 721787 | 2004 FK87                | 19 marzo 2004     | NEAT                         |
| 721788 | 2004 FB97                | 23 marzo 2004     | LINEAR                       |
| 721789 | 2004 FL144               | 29 marzo 2004     | Spacewatch                   |
| 721790 | 2004 FL153               | 17 marzo 2004     | Spacewatch                   |
| 721791 | 2004 FA154               | 17 marzo 2004     | Spacewatch                   |
| 721792 | 2004 FA157               | 17 marzo 2004     | Spacewatch                   |
| 721793 | 2004 FV157               | 17 marzo 2004     | Spacewatch                   |
| 721794 | 2004 FP161               | 18 marzo 2004     | LINEAR                       |
| 721795 | 2004 FV166               | 28 gennaio 2007   | Spacewatch                   |
| 721796 | 2004 FJ168               | 9 novembre 2013   | Pan-STARRS                   |
| 721797 | 2004 FO168               | 28 settembre 2006 | Mount Lemmon Survey          |
| 721798 | 2004 FF169               | 26 settembre 2006 | Mount Lemmon Survey          |
| 721799 | 2004 FN169               | 26 febbraio 2011  | Mount Lemmon Survey          |
| 721800 | 2004 FB170               | 18 marzo 2004     | Spacewatch                   |

## 721801–721900
| Nome   | Designazione provvisoria | Data di scoperta  | Scopritore                |
| ------ | ------------------------ | ----------------- | ------------------------- |
| 721801 | 2004 FV170               | 20 febbraio 2012  | Pan-STARRS                |
| 721802 | 2004 FB171               | 16 marzo 2004     | Spacewatch                |
| 721803 | 2004 FQ172               | 14 settembre 2005 | Spacewatch                |
| 721804 | 2004 FJ173               | 16 settembre 2012 | Mount Lemmon Survey       |
| 721805 | 2004 FG174               | 3 febbraio 2013   | Pan-STARRS                |
| 721806 | 2004 FL174               | 4 ottobre 2006    | Mount Lemmon Survey       |
| 721807 | 2004 FV174               | 27 gennaio 2007   | Spacewatch                |
| 721808 | 2004 FJ175               | 16 marzo 2004     | Spacewatch                |
| 721809 | 2004 FH176               | 23 maggio 2014    | Pan-STARRS                |
| 721810 | 2004 FT176               | 18 marzo 2018     | Pan-STARRS                |
| 721811 | 2004 FC177               | 22 dicembre 2008  | Spacewatch                |
| 721812 | 2004 FF178               | 10 aprile 2010    | Mount Lemmon Survey       |
| 721813 | 2004 GC6                 | 12 aprile 2004    | Spacewatch                |
| 721814 | 2004 GD6                 | 12 aprile 2004    | Spacewatch                |
| 721815 | 2004 GM6                 | 17 marzo 2004     | Spacewatch                |
| 721816 | 2004 GK10                | 12 aprile 2004    | Spacewatch                |
| 721817 | 2004 GC51                | 13 aprile 2004    | Spacewatch                |
| 721818 | 2004 GQ67                | 13 aprile 2004    | Spacewatch                |
| 721819 | 2004 GT86                | 31 marzo 2004     | Spacewatch                |
| 721820 | 2004 GS91                | 11 settembre 2015 | Pan-STARRS                |
| 721821 | 2004 HC1                 | 1 aprile 2004     | Spacewatch                |
| 721822 | 2004 HZ14                | 16 aprile 2004    | Spacewatch                |
| 721823 | 2004 HV15                | 16 aprile 2004    | Spacewatch                |
| 721824 | 2004 HE20                | 20 aprile 2004    | SSS                       |
| 721825 | 2004 HZ37                | 23 aprile 2004    | Spacewatch                |
| 721826 | 2004 HE46                | 21 aprile 2004    | SSS                       |
| 721827 | 2004 HU77                | 26 aprile 2004    | Osservatorio di Mauna Kea |
| 721828 | 2004 HE81                | 9 febbraio 2008   | Spacewatch                |
| 721829 | 2004 HO81                | 7 dicembre 2015   | Pan-STARRS                |
| 721830 | 2004 HV81                | 19 aprile 2004    | Spacewatch                |
| 721831 | 2004 HF82                | 26 febbraio 2011  | Mount Lemmon Survey       |
| 721832 | 2004 HR82                | 23 luglio 2015    | Pan-STARRS                |
| 721833 | 2004 HB83                | 20 agosto 2015    | Spacewatch                |
| 721834 | 2004 HG83                | 27 luglio 2010    | WISE                      |
| 721835 | 2004 HV83                | 14 gennaio 2011   | Mount Lemmon Survey       |
| 721836 | 2004 HE84                | 12 dicembre 2013  | Pan-STARRS                |
| 721837 | 2004 HG84                | 24 febbraio 2014  | Pan-STARRS                |
| 721838 | 2004 JN33                | 15 maggio 2004    | LINEAR                    |
| 721839 | 2004 JK56                | 13 maggio 2004    | SDSS Collaboration        |
| 721840 | 2004 JV56                | 7 febbraio 2011   | Mount Lemmon Survey       |
| 721841 | 2004 KY19                | 8 marzo 2009      | Mount Lemmon Survey       |
| 721842 | 2004 KA21                | 14 maggio 2004    | SDSS Collaboration        |
| 721843 | 2004 KQ21                | 14 settembre 2017 | Pan-STARRS                |
| 721844 | 2004 KD22                | 8 marzo 2010      | WISE                      |
| 721845 | 2004 LY3                 | 19 ottobre 1998   | Spacewatch                |
| 721846 | 2004 LT14                | 11 giugno 2004    | Spacewatch                |
| 721847 | 2004 LR31                | 27 maggio 2004    | Spacewatch                |
| 721848 | 2004 LF33                | 14 giugno 2004    | Spacewatch                |
| 721849 | 2004 MF9                 | 31 maggio 2010    | WISE                      |
| 721850 | 2004 MJ9                 | 29 agosto 2005    | Spacewatch                |
| 721851 | 2004 MP9                 | 5 giugno 2010     | WISE                      |
| 721852 | 2004 NS19                | 14 luglio 2004    | LINEAR                    |
| 721853 | 2004 OW16                | 8 aprile 2014     | Mount Lemmon Survey       |
| 721854 | 2004 PN29                | 24 luglio 2010    | WISE                      |
| 721855 | 2004 PQ62                | 10 agosto 2004    | LINEAR                    |
| 721856 | 2004 PV80                | 10 agosto 2004    | LINEAR                    |
| 721857 | 2004 PQ99                | 11 agosto 2004    | LINEAR                    |
| 721858 | 2004 PW118               | 9 agosto 2004     | NEAT                      |
| 721859 | 2004 PG120               | 17 febbraio 2007  | Spacewatch                |
| 721860 | 2004 PV120               | 10 agosto 2004    | A. Boattini, F. De Luise  |
| 721861 | 2004 QK8                 | 2 settembre 1992  | Savage, A.                |
| 721862 | 2004 QM31                | 23 dicembre 2016  | Pan-STARRS                |
| 721863 | 2004 QP33                | 18 ottobre 2012   | Pan-STARRS                |
| 721864 | 2004 QG34                | 19 novembre 2008  | Mount Lemmon Survey       |
| 721865 | 2004 QQ35                | 1 settembre 2014  | Mount Lemmon Survey       |
| 721866 | 2004 QR36                | 22 agosto 2004    | Spacewatch                |
| 721867 | 2004 RJ25                | 23 agosto 2004    | Spacewatch                |
| 721868 | 2004 RY51                | 14 agosto 2004    | NEAT                      |
| 721869 | 2004 RS64                | 8 settembre 2004  | LINEAR                    |
| 721870 | 2004 RG83                | 9 settembre 2004  | LINEAR                    |
| 721871 | 2004 RC117               | 7 settembre 2004  | Spacewatch                |
| 721872 | 2004 RL118               | 12 agosto 2004    | Cerro Tololo Obs.         |
| 721873 | 2004 RA119               | 7 settembre 2004  | NEAT                      |
| 721874 | 2004 RA131               | 7 settembre 2004  | Spacewatch                |
| 721875 | 2004 RT133               | 7 settembre 2004  | Spacewatch                |
| 721876 | 2004 RU134               | 7 settembre 2004  | Spacewatch                |
| 721877 | 2004 RZ134               | 7 settembre 2004  | Spacewatch                |
| 721878 | 2004 RT139               | 8 settembre 2004  | LINEAR                    |
| 721879 | 2004 RG141               | 8 settembre 2004  | LINEAR                    |
| 721880 | 2004 RK161               | 10 settembre 2004 | Spacewatch                |
| 721881 | 2004 RR209               | 2 aprile 2003     | Cerro Tololo Obs.         |
| 721882 | 2004 RK238               | 10 settembre 2004 | Spacewatch                |
| 721883 | 2004 RM242               | 10 settembre 2004 | Spacewatch                |
| 721884 | 2004 RK244               | 10 settembre 2004 | Spacewatch                |
| 721885 | 2004 RP244               | 10 settembre 2004 | Spacewatch                |
| 721886 | 2004 RK259               | 10 settembre 2004 | Spacewatch                |
| 721887 | 2004 RM261               | 10 settembre 2004 | Spacewatch                |
| 721888 | 2004 RO266               | 11 settembre 2004 | Spacewatch                |
| 721889 | 2004 RA269               | 11 settembre 2004 | Spacewatch                |
| 721890 | 2004 RK277               | 13 settembre 2004 | Spacewatch                |
| 721891 | 2004 RH285               | 15 settembre 2004 | Spacewatch                |
| 721892 | 2004 RH286               | 15 settembre 2004 | Spacewatch                |
| 721893 | 2004 RB300               | 11 settembre 2004 | Spacewatch                |
| 721894 | 2004 RT304               | 24 ottobre 2000   | LINEAR                    |
| 721895 | 2004 RG313               | 15 settembre 2004 | Spacewatch                |
| 721896 | 2004 RA350               | 12 settembre 2004 | Osservatorio di Mauna Kea |
| 721897 | 2004 RG354               | 16 marzo 2007     | Mount Lemmon Survey       |
| 721898 | 2004 RR358               | 8 marzo 2013      | Pan-STARRS                |
| 721899 | 2004 RF360               | 9 settembre 2004  | Spacewatch                |
| 721900 | 2004 RH360               | 15 agosto 2014    | Pan-STARRS                |

## 721901–722000
| Nome   | Designazione provvisoria | Data di scoperta  | Scopritore                |
| ------ | ------------------------ | ----------------- | ------------------------- |
| 721901 | 2004 RS361               | 28 febbraio 2010  | WISE                      |
| 721902 | 2004 RG362               | 12 settembre 2004 | Spacewatch                |
| 721903 | 2004 RQ363               | 15 settembre 2004 | Spacewatch                |
| 721904 | 2004 RN364               | 2 settembre 2014  | Pan-STARRS                |
| 721905 | 2004 SB27                | 16 settembre 2004 | Spacewatch                |
| 721906 | 2004 SW63                | 11 febbraio 2010  | WISE                      |
| 721907 | 2004 SV65                | 17 settembre 2004 | J. Pittichová             |
| 721908 | 2004 SY65                | 17 settembre 2004 | Spacewatch                |
| 721909 | 2004 TH9                 | 6 ottobre 2004    | Spacewatch                |
| 721910 | 2004 TV31                | 4 ottobre 2004    | Spacewatch                |
| 721911 | 2004 TK51                | 4 ottobre 2004    | Spacewatch                |
| 721912 | 2004 TP57                | 5 ottobre 2004    | Spacewatch                |
| 721913 | 2004 TF65                | 5 ottobre 2004    | NEAT                      |
| 721914 | 2004 TQ70                | 6 ottobre 2004    | Spacewatch                |
| 721915 | 2004 TR70                | 6 ottobre 2004    | Spacewatch                |
| 721916 | 2004 TD77                | 12 febbraio 2002  | Spacewatch                |
| 721917 | 2004 TJ114               | 9 ottobre 2004    | Spacewatch                |
| 721918 | 2004 TU119               | 28 novembre 2000  | Spacewatch                |
| 721919 | 2004 TK120               | 6 ottobre 2004    | NEAT                      |
| 721920 | 2004 TS132               | 7 ottobre 2004    | NEAT                      |
| 721921 | 2004 TN143               | 4 ottobre 2004    | Spacewatch                |
| 721922 | 2004 TY149               | 6 ottobre 2004    | Spacewatch                |
| 721923 | 2004 TC154               | 6 ottobre 2004    | Spacewatch                |
| 721924 | 2004 TP157               | 6 ottobre 2004    | Spacewatch                |
| 721925 | 2004 TS177               | 7 ottobre 2004    | Spacewatch                |
| 721926 | 2004 TU181               | 7 ottobre 2004    | Spacewatch                |
| 721927 | 2004 TY186               | 7 ottobre 2004    | Spacewatch                |
| 721928 | 2004 TA193               | 7 ottobre 2004    | Spacewatch                |
| 721929 | 2004 TF209               | 17 settembre 2004 | LINEAR                    |
| 721930 | 2004 TT213               | 9 ottobre 2004    | Spacewatch                |
| 721931 | 2004 TY234               | 8 ottobre 2004    | Spacewatch                |
| 721932 | 2004 TK235               | 8 ottobre 2004    | Spacewatch                |
| 721933 | 2004 TK237               | 9 ottobre 2004    | Spacewatch                |
| 721934 | 2004 TV244               | 7 ottobre 2004    | Spacewatch                |
| 721935 | 2004 TJ248               | 7 ottobre 2004    | Spacewatch                |
| 721936 | 2004 TB255               | 9 ottobre 2004    | Spacewatch                |
| 721937 | 2004 TZ259               | 9 ottobre 2004    | Spacewatch                |
| 721938 | 2004 TL270               | 9 ottobre 2004    | Spacewatch                |
| 721939 | 2004 TB279               | 9 ottobre 2004    | Spacewatch                |
| 721940 | 2004 TW283               | 8 ottobre 2004    | LONEOS                    |
| 721941 | 2004 TT294               | 30 settembre 2014 | Spacewatch                |
| 721942 | 2004 TV305               | 10 ottobre 2004   | LINEAR                    |
| 721943 | 2004 TN313               | 11 ottobre 2004   | Spacewatch                |
| 721944 | 2004 TF350               | 7 settembre 2004  | Spacewatch                |
| 721945 | 2004 TL358               | 15 settembre 2004 | Spacewatch                |
| 721946 | 2004 TA372               | 4 ottobre 2004    | NEAT                      |
| 721947 | 2004 TS372               | 5 gennaio 2006    | Mount Lemmon Survey       |
| 721948 | 2004 TN374               | 20 giugno 2010    | WISE                      |
| 721949 | 2004 TW374               | 23 settembre 2011 | Pan-STARRS                |
| 721950 | 2004 TZ374               | 13 marzo 2007     | Spacewatch                |
| 721951 | 2004 TB375               | 26 maggio 2014    | Pan-STARRS                |
| 721952 | 2004 TG375               | 10 ottobre 2004   | Spacewatch                |
| 721953 | 2004 TF377               | 28 agosto 2014    | Pan-STARRS                |
| 721954 | 2004 TF378               | 2 dicembre 2008   | Spacewatch                |
| 721955 | 2004 TW382               | 23 marzo 2012     | Mount Lemmon Survey       |
| 721956 | 2004 TC384               | 18 ottobre 2009   | Mount Lemmon Survey       |
| 721957 | 2004 TM386               | 23 marzo 2003     | SDSS Collaboration        |
| 721958 | 2004 VJ10                | 13 ottobre 2004   | Spacewatch                |
| 721959 | 2004 VP58                | 9 novembre 2004   | CSS                       |
| 721960 | 2004 VT58                | 9 novembre 2004   | CSS                       |
| 721961 | 2004 VV83                | 10 novembre 2004  | Spacewatch                |
| 721962 | 2004 VS100               | 9 novembre 2004   | Osservatorio di Mauna Kea |
| 721963 | 2004 VM105               | 4 novembre 2004   | Spacewatch                |
| 721964 | 2004 VO111               | 13 aprile 2010    | WISE                      |
| 721965 | 2004 VM113               | 9 novembre 2004   | Osservatorio di Mauna Kea |
| 721966 | 2004 VY119               | 9 novembre 2004   | Mauna Kea Obs.            |
| 721967 | 2004 VN133               | 14 aprile 2010    | WISE                      |
| 721968 | 2004 VF134               | 9 ottobre 2013    | Mount Lemmon Survey       |
| 721969 | 2004 VR134               | 25 settembre 2009 | Spacewatch                |
| 721970 | 2004 VL136               | 21 maggio 2014    | Pan-STARRS                |
| 721971 | 2004 VD137               | 2 aprile 2006     | Spacewatch                |
| 721972 | 2004 VG138               | 11 novembre 2004  | Spacewatch                |
| 721973 | 2004 WJ1                 | 17 novembre 2004  | CINEOS                    |
| 721974 | 2004 XC14                | 9 dicembre 2004   | Spacewatch                |
| 721975 | 2004 XT36                | 11 dicembre 2004  | CINEOS                    |
| 721976 | 2004 XQ48                | 10 dicembre 2004  | Spacewatch                |
| 721977 | 2004 XN55                | 10 dicembre 2004  | Spacewatch                |
| 721978 | 2004 XF64                | 2 dicembre 2004   | Spacewatch                |
| 721979 | 2004 XF67                | 5 giugno 1995     | Spacewatch                |
| 721980 | 2004 XT91                | 11 dicembre 2004  | Spacewatch                |
| 721981 | 2004 XP97                | 11 dicembre 2004  | Spacewatch                |
| 721982 | 2004 XL119               | 12 dicembre 2004  | Spacewatch                |
| 721983 | 2004 XF130               | 15 dicembre 2004  | LINEAR                    |
| 721984 | 2004 XV140               | 20 settembre 2003 | NEAT                      |
| 721985 | 2004 XR142               | 9 dicembre 2004   | Spacewatch                |
| 721986 | 2004 XT149               | 14 dicembre 2004  | Spacewatch                |
| 721987 | 2004 XG152               | 15 dicembre 2004  | Spacewatch                |
| 721988 | 2004 XB155               | 15 dicembre 2004  | Spacewatch                |
| 721989 | 2004 XL156               | 14 dicembre 2004  | Spacewatch                |
| 721990 | 2004 XD158               | 14 dicembre 2004  | Spacewatch                |
| 721991 | 2004 XG161               | 14 dicembre 2004  | Spacewatch                |
| 721992 | 2004 XN163               | 15 dicembre 2004  | Spacewatch                |
| 721993 | 2004 XJ169               | 9 dicembre 2004   | Spacewatch                |
| 721994 | 2004 XL180               | 14 dicembre 2004  | Spacewatch                |
| 721995 | 2004 XO182               | 1 dicembre 2004   | NEAT                      |
| 721996 | 2004 XD189               | 15 dicembre 2004  | Osservatorio di Mauna Kea |
| 721997 | 2004 XL194               | 30 novembre 2008  | Spacewatch                |
| 721998 | 2004 XQ194               | 21 dicembre 2012  | Mount Lemmon Survey       |
| 721999 | 2004 XD195               | 9 settembre 2015  | Pan-STARRS                |
| 722000 | 2004 XW195               | 3 dicembre 2004   | Spacewatch                |